# ان‌جی‌سی ۲۳۴
ان‌جی‌سی ۲۳۴ (انگلیسی: NGC 234) نام یک کهکشان مارپیچی در صورت فلکی ماهی است.